# Neuilly-sous-Clermont
Neuilly-sous-Clermont è un comune francese di 1 679 abitanti situato nel dipartimento dell'Oise della regione dell'Alta Francia.

## Società

### Evoluzione demografica
Abitanti censiti